# Theodor Wolder
Theodor Wolder, auch latinisiert Theodorus Wolderus (* 23. Dezember 1628 in Königsberg; † 6. Januar 1672 ebenda) war Jurist, Rektor der Universität Königsberg und Kirchenlieddichter.
Seine Eltern waren der Pfarrer an der Altstädtischen Kirche Martin Wolder und dessen Frau Anna Bogler. Schon während seiner Jugend dichtete er Kirchenlieder und Melodien.
Er ging nach Wittenberg, um dort Jura zu studieren. 1652 wurde er hier zum Doktor der Rechte promoviert. 1654 wurde er außerordentlicher Professor der Rechte in Königsberg. Er war insgesamt viermal Rektor der Universität. Auch sein Bruder Christoph Wolder (1644–1669) war dort Jurist.
Johann Weichmann, der Kantor an der Kirche seines Vaters, gab eine Liedersammlung heraus:
Sorgen-Lägerin: d. i. etliche Theile geistlicher und weltlicher, zur Andacht und Ehrenlust dienender Lieber, Königsberg 1648. Hier fanden sich auch 15 Lieder aus der Jugendzeit des Theodor Wolder. Von diesen kamen einige später in kirchliche Gesangbücher, sind aber heute weder im Evangelischen Kirchengesangbuch noch im Evangelischen Gesangbuch enthalten:
- Die güldene Sonne kommt heran
- Nun sind wir entgangen
- Gottlob! der Tag ist nun vollendet

## Familie
1655 heiratet er die Witwe Popping.